# Retry (игра)
Retry (с англ. — «Повторить попытку») — мобильная компьютерная игра в жанре action, выполненная в ретростилистике, разработанная компанией Rovio LVL11 и изданная Rovio Entertainment. Будучи вдохновлённой видеоигрой Flappy Bird, Retry унаследовала аналогичные элементы управления. Retry была издана в Финляндии, Канаде и Польше в мае 2014 года. Всемирный выпуск игры для устройств на iOS и Android состоялся 22 октября 2014 года.

## Игровой процесс
Цель игры состоит в том, чтобы доставить самолёт из одного ангара в другой без столкновений с землёй и препятствиями. Для управления самолётом необходимо нажимать на сенсорный экран смартфона. Самолёт будет двигаться вперёд и вверх. При отпускании пальца от экрана самолёт начнёт снижаться. Подобный игровой процесс появился ранее в финских играх, таких как Super Sukkula (1994) от Lasse Makkonen и Triplane Turmoil (1996) от Dodekaedron Software.
На каждом уровне есть по крайней мере одна «точка повтора» (англ. Retry Point) в виде ангара. Точки повтора выполняют роль контрольных точек и при крушении самолёта игрок продолжает попытки с последней контрольной точки. Каждая «точка повтора» стоит одну монету, которые можно найти на уровнях. Можно также открыть возможность создать «точку повтора», просмотрев рекламу в Интернете (действует ограниченное число раз). Retry, как и Flappy Bird, позволяет игроку делать мёртвую петлю и даже летать в обратном направлении. Также присутствуют новые элементы геймплея, такие как физика жидкостей, движущиеся препятствия, звёзды и валюта (для разблокировки уровней в начале и приобретения «точек повтора»), которые могут быть получены с помощью достижений, собирательства монет на уровнях или приобретения их за реальные деньги.
На некоторых уровнях есть элементы, которые могут значительно усложнить задачу прохождения. Ветер может замедлить самолёт, в воде можно утопить самолёт (но не разбиваясь), движущиеся препятствия мешают пролёту самолёта. Есть также заблокированные блоки на отдельных уровнях, которые блокируют определённый путь уровня и которые можно открыть, только разблокировав следующий пакет уровней.
Как и все игры от Rovio, Retry ставит игроку трёхзвёздочную оценку по прохождении очередного уровня. Первая звезда выдаётся за прохождение уровня, вторая — за количество столкновений (каждый уровень предлагает определённую верхнюю границу количества столкновений; уровень всегда можно начать сначала, при этом километраж и попытки будут обнулены), а третью звезду — за пройденное расстояние. Звезды не только показывают мастерство игрока, но также используются, чтобы разблокировать последующие пакеты уровней.

## Критика
| Сводный рейтинг | Сводный рейтинг     |
| Агрегатор       | Оценка              |
| --------------- | ------------------- |
| GameRankings    | 90,00 % (5 обзоров) |
| Metacritic      | 87/100 (6 обзоров)  |

- На сайте Metacritic игра получила 87 из 100 баллов, основываясь на шести отзывах критиков[3].